# Caradrina eugraphis
Caradrina eugraphis là một loài bướm đêm trong họ Noctuidae.